# Halls (Tennessee)
Halls è un comune degli Stati Uniti d'America, situato nello Stato del Tennessee, nella Contea di Lauderdale.